# Annika Grill
Annika Grill (* 26. Jänner 1994 in Gmunden) ist die Miss Austria 2015 und vertrat Österreich bei der Wahl zur Miss World 2015 in China.

## Leben
Annika Grill wurde nach der Wahl zur Miss Oberösterreich am 2. Mai 2015 im Casino Baden zur Miss Austria 2015 gewählt. Dabei setzte sie sich gegen ihre 17 Konkurrentinnen durch. Die gebürtige Gmundnerin ist 1,77 m groß, hat braune Haare und blaugrüne Augen.